# Chan King-ming
Chan King-ming (cinese tradizionale: 陳竟明; cinese semplificato: 陈竟明; pinyin: Chén Jìngmíng; jyutping: Chan4 Ging2 Ming4; ...) è un politico e biochimico cinese di Hong Kong, vicepresidente del Partito Democratico di Hong Kong dal 2004 al 2006.
È professore associato del dipartimento di Biochimica, programma di Scienze ambientali, dell'Università cinese di Hong Kong.

## Carriera accademica
Il professore ha ottenuto la laurea e il master all'Università cinese di Hong Kong, successivamente ha ottenuto il dottorato di ricerca alla Memorial University of Newfoundland di Saint John's (Canada).
Attualmente è direttore del programma di Scienze ambientali dell'Università cinese di Hong Kong. Tra i diversi corsi che insegna, figurano Tossicologia biochimica, Introduzione alle scienze ambientali nel programma di Scienze ambientali, Endocrinologia molecolare nel programma di Biochimica e attuali problematiche ambientali.

## Affiliazioni
Chan è membro fondatore e coordinatore dei neo-democratici, dal 2004 al 2006 è stato membro part-time della Central Policy Unit del governo di Hong Kong.
Attualmente è membro del sindacato degli insegnanti professionisti, dell'Associazione di biologia marina di Hong Kong, della Società di tossicologia (SOT) statunitense, della Società ittica americana e della Società di fisiologia americana.
Dal 2011 al 2012 è stato presidente (eletto) dell'Associazione insegnanti dell'Università cinese. Si occupa anche della sorveglianza dell'ostello per studenti 2 del College Shaw, è membro del consiglio di amministrazione e dell'Assemblea dei soci del College Shaw dell'Università cinese.

## Carriera politica
Chan è stato membro del Partito Democratico di Hong Kong. Nel 1999 è stato eletto presidente del ramo orientale dei Nuovi Territori, più tardi è diventato ministro degli Affari organizzativi e membro del Comitato centrale del partito. Nel 2004 si è candidato alle elezioni come presidente del Partito, ma ha perso contro Lee Wing-tat ed è stato quindi eletto vicepresidente.
A dicembre del 2006 ha affrontato una nuova campagna elettorale come presidente, persa ancora una volta contro Albert Ho e rinunciò quindi anche alla vicepresidenza. Nel 2010 il Partito Democratico di Hong Kong ha deciso di appoggiare la proposta di governo in favore di un pacchetto di riforme volte ad aumentare il numero di membri del concilio legislativo da 30 a 35 per l'elettorato geografico e da 30 a 35 di elettorato funzionale, adottando l'idea di cosiddetti assessori di super-distretto, che verranno votati in tutto il territorio dopo essere stati nominati dagli assessori di distretto. Molti dei giovani membri del partito (tra cui Gary Fan e lo stesso Chan) erano invece dell'opinione che questa proposta non potesse apportare un progresso significativo allo sviluppo democratico dell'agenda politica locale, per cui decisero di lasciare il proprio partito.
A dicembre 2010, quindi, Chan abbandonò il partito e decise di fondare quello dei neo-democratici, di cui è anche coordinatore. I neo-democratici hanno affrontato una campagna elettorale per le elezioni del concilio distrettuale del 2011, vincendo otto seggi.